# Saab Automobile AB
Saab Automobile AB (швед. SAAB) — шведская автомобилестроительная компания, выпускавшая легковые автомобили под маркой SAAB. В начале XXI века компания несколько раз меняла владельцев, но её финансовое положение лишь ухудшалось, в итоге в декабре 2011 года она была признана банкротом. В 2012 году компания была спасена китайско-шведско-японской компанией National Electric Vehicle Sweden, но в 2016 ликвидирована. Штаб-квартира находилась в Тролльхеттане. Название SAAB является рекурсивным акронимом и расшифровывается как SAAB Automobil AktieBolaget (первоначально расшифровывалось как Svenska Aeroplan Aktiebolaget).

## История

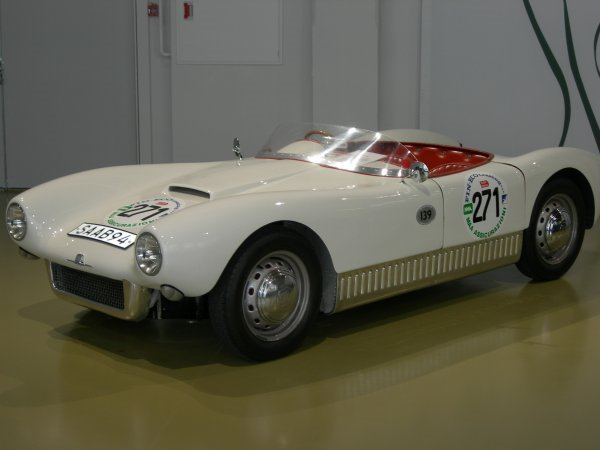
Saab 94

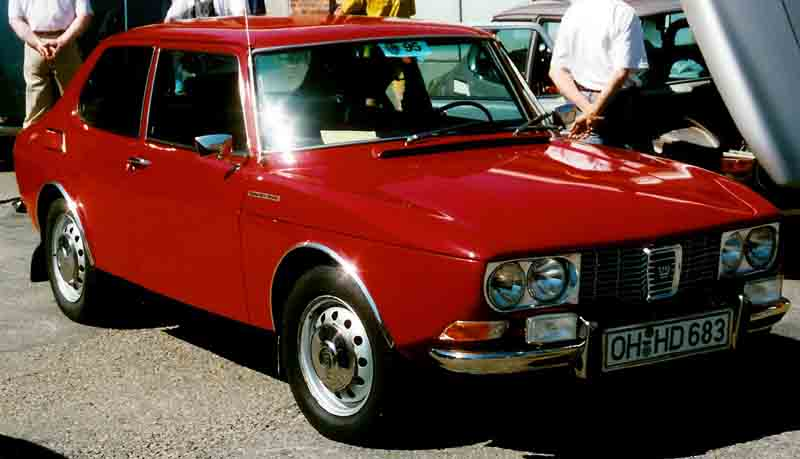
Saab 99 2-door Sedan

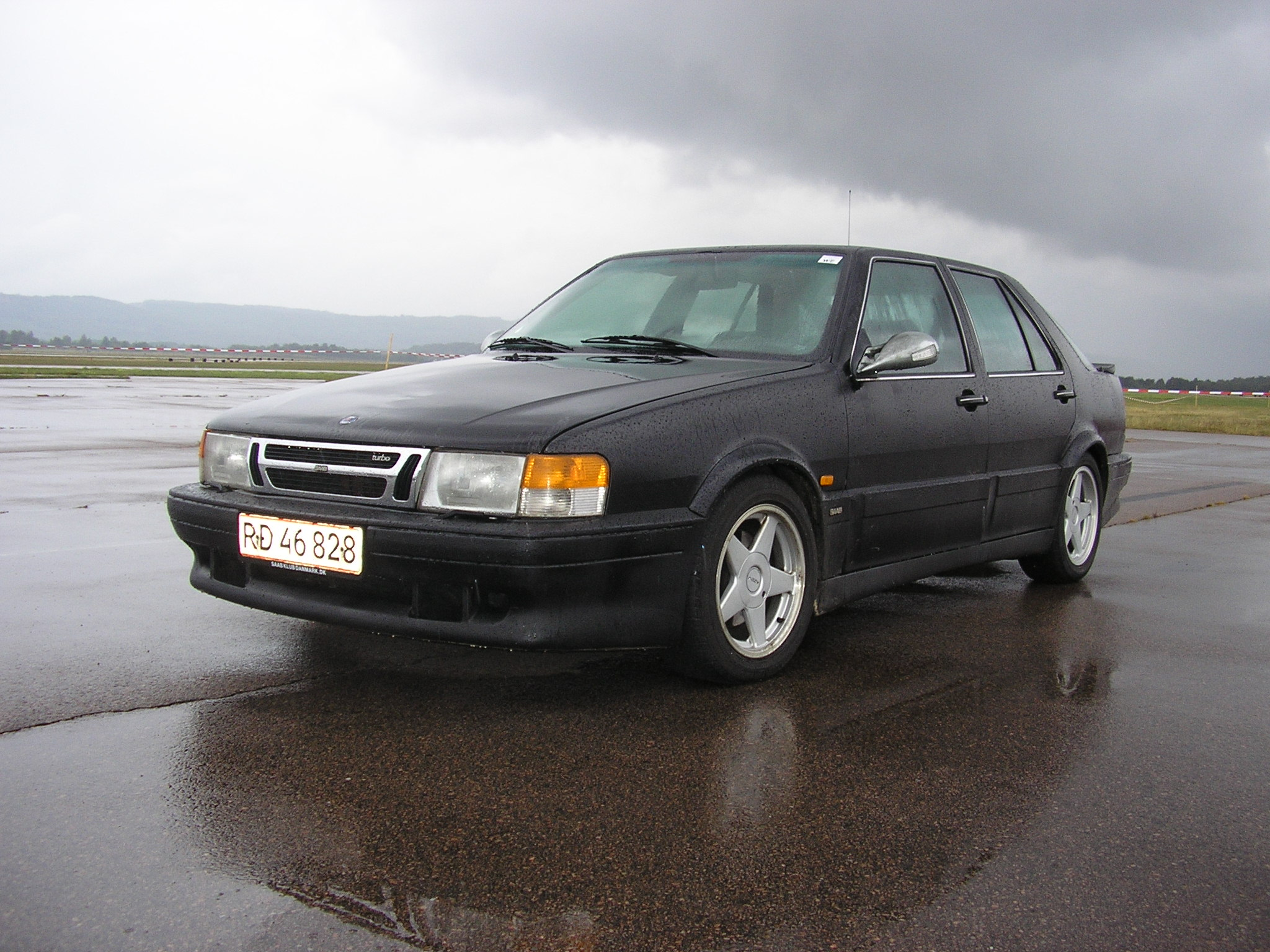
Saab 9000

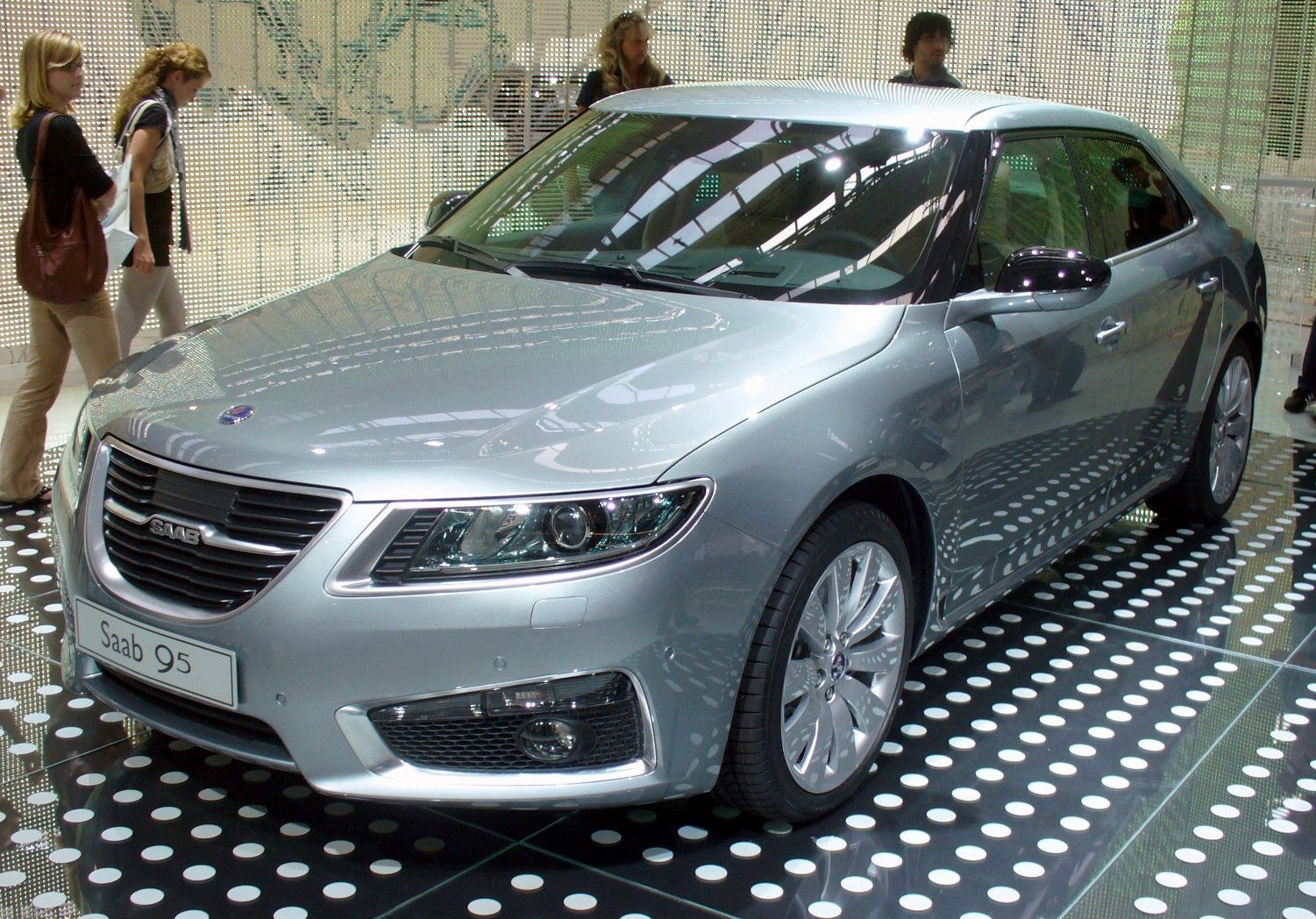
Saab 9-5 (второе поколение)

### Svenska Aeroplan AB (1948–1969)
Saab, "Svenska Aeroplan Aktiebolaget" (по-шведски "Шведская акционерное общество по производству самолетов"), шведская аэрокосмическая и оборонная компания, была создана в 1937 году в Линчёпинге с конкретной целью — строить самолеты для ВВС Швеции, чтобы защищать нейтралитет страны, поскольку Европа приближалась ко Второй мировой войне. Когда война подходила к концу, а рынок истребителей ослабевал, компания начала искать новые рынки для диверсификации.
Проект по разработке автомобиля был начат в 1945 году под внутренним названием «X9248». Проект стал официально известен как «Проект 92»; 92 был следующим в производственной последовательности после Saab 91, одномоторного учебного самолета. В 1948 году площадка компании в Тролльхеттане была переоборудована для сборки автомобилей, и проект переехал туда вместе со штаб-квартирой по производству автомобилей, которая остается там с тех пор. Компания изготовила четыре прототипа под названием «Ursaab» или «оригинальный Saab», пронумерованные с 92001 по 92004, прежде чем спроектировать серийную модель Saab 92 в 1949 году.
Saab 92 был запущен в производство в декабре 1949 года. 20 000 автомобилей были проданы к середине 1950-х годов. 92 был полностью переработан и модернизирован в 1955 году и был переименован в «Saab 93». Двигатель автомобиля получил один цилиндр, увеличившись с двух до трех, а его передняя панель стала первой, на которой впервые появилась фирменная трапециевидная решетка радиатора Saab. Вариант универсала, Saab 95, был добавлен в 1959 году. В это десятилетие также появился первый спортивный автомобиль Saab, Saab 94, первый из Saab Sonett.
В 1960 году произошло третье крупное изменение платформы 92-й модели под названием Saab 96. 96-я модель была важной для Saab: это был первый Saab, который широко экспортировался из Швеции. Необычный автомобиль оказался очень популярным, было продано около 550 000 экземпляров. В отличие от американских автомобилей того времени, все 93, 95 и 96-е были оснащены 3-цилиндровым 2-тактным двигателем, для которого требовалось доливать масло в бензобак, передним приводом и свободным ходом, который позволял водителю переключать передачи на пониженную передачу с помощью ручного переключателя на рулевой колонке без использования сцепления. Плечевые ремни безопасности на передних сиденьях также были ранней особенностью.
Еще более важным для компании был Saab 99 1968 года. 99 был первым полностью новым Saab за 19 лет и чистым разрывом с 92. 99 имел много инноваций и особенностей, которые стали определять Saab на протяжении десятилетий: круговое лобовое стекло, самовосстанавливающиеся бамперы, омыватели фар и боковые дверные балки. Дизайн Сикстена Сэзона был не менее революционным, чем лежащая в основе технология, и такие элементы, как профиль хоккейной клюшки Saab, продолжают влиять на язык дизайна Saab.

### Saab-Scania (1969–1989)
В 1969 году Saab AB объединилась со шведским производителем коммерческих автомобилей Scania-Vabis AB, образовав Saab-Scania AB под эгидой семьи Валленберг.
В 1973 году модельный ряд 99 был расширен за счет модели Сombi Сoupe, кузова, который стал синонимом Saab. Миллионный автомобиль Saab был произведен в 1976 году.
Saab заключил соглашение с Fiat в 1978 году о продаже переименованной Lancia Delta под маркой Saab 600 и совместной разработке новой платформы. Соглашение привело к появлению в 1985 году Saab 9000, родственник Alfa Romeo 164, Fiat Croma и Lancia Thema; все они были на общем шасси Type Four. 9000 стал первым по-настоящему роскошным автомобилем Saab, но не смог достичь запланированного объема продаж.
1978 год также стал первым годом для замены 99: Saab 900. Было произведено около миллиона 900, что сделало его самой продаваемой и самой знаковой моделью Saab. Популярная версия кабриолета последовала в 1986 году, все они были сделаны на заводе Saab-Valmet в Финляндии, составляя почти 20% от продаж 900. Даже сегодня «классический 900» сохраняет культ.

### Spyker Cars
В начале 2010 года General Motors достигла соглашения о продаже входящей в её состав шведской автостроительной компании Saab голландскому производителю спортивных машин Spyker.
Сделка по продаже была завершена 23 февраля 2010 года. Предполагалось, что Spyker будет формировать новую компанию Saab Spyker Automobiles. По условиям сделки, правительство Швеции гарантировало Saab €400 млн в качестве кредита от Европейского инвестиционного банка.
По итогам 2010 года финансовые показатели Saab оказались плачевными, а в апреле 2011 года конвейер автопроизводителя и вовсе остановился из-за долгов перед поставщиками. В мае того же года Spyker Cars достиг соглашения о продаже до 29,9 % своих акций за 120 млн евро китайскому автопроизводителю Hawtai Motor Group. Последняя намеревалась продвинуть шведскую марку на китайский рынок, а взамен рассчитывала на доступ к новейшим технологиям, которые могут помочь ей стать глобальным автопроизводителем. Но через неделю данная сделка была расторгнута: Hawtai Motor не смогла получить разрешения регулирующих органов КНР на осуществление этой сделки. Уже в мае 2011 года Spyker нашла нового китайского партнёра по восстановлению производства Saab, им стала компания Pang Da Automobile Trade Co. Как ожидается, последняя приобретёт 24 % Spyker за €65 млн, а также выделит €45 млн на финансирование Saab.
В октябре 2011 года владельцы марки договорились о продаже её китайским компаниям Zhejiang Youngman Lotus Automobile Co («Чжэцзян») и Pangda Automobile Trade Co («Панда») за 100 млн евро. Однако данная сделка была заблокирована General Motors, опасавшейся, что в результате продажи SAAB китайцы получат принадлежащие ей новейшие автомобилестроительные технологии. В итоге 19 декабря 2011 года Saab Automobile подал в окружной суд города Ванерсборг заявление о своем банкротстве.

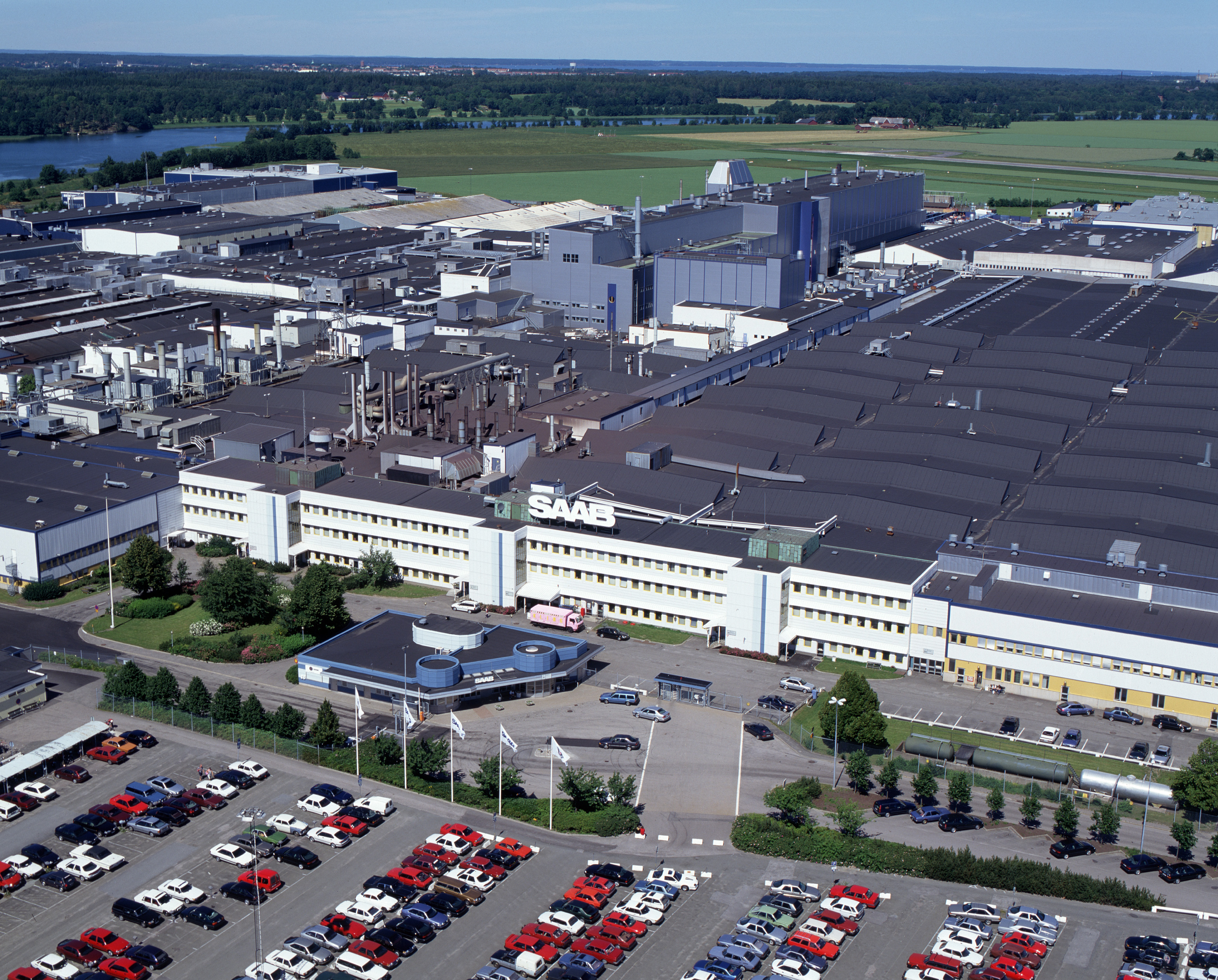
Основное производство SAAB в Тролльхеттане

### National Electric Vehicle Sweden (2012–2014)
13 июня 2012 года состоялась пресс-конференция, на которой было объявлено, что активы Saab Automobile AB и ее дочерних компаний Saab Automobile Powertrain AB и Saab Automobile Tools AB, а также завод Saab были приобретены китайским консорциумом National Electric Vehicle Sweden (NEVS). Эта компания была основана базирующейся в Гонконге компанией National Modern Energy Holdings (NME) и базирующейся в Японии компанией Sun Investment с единственной целью — приобрести активы Saab, находящиеся в стадии банкротства.
В сентябре 2013 года Saab возобновила производство автомобилей. Первые несколько десятков автомобилей были использованы для проведения тестов.
С весны 2014 года началось мелкое производство, в мае 2014 года первые машины поступили в автосалоны к шведским дилерам, а часть автомобилей из первых поставок уже нашли владельцев.
28 августа 2014 года NEVS подала заявление о признании её банкротом. 29 августа Saab AB объявила об отзыве разрешения на использование торговой марки, сославшись на финансовые трудности нового владельца. Представители NEVS заявили, что рассчитывают на пересмотр этого решения после урегулирования финансовых вопросов.
К июню 2015 года холдинг нашел партнеров в Китае — департамент развития города Тяньцзинь и государственную IT-компанию, расположенную там же. Тогда же в Тяньцзине началось строительство завода с целью выпуска электрокаров для китайского рынка, о возобновлении производства в Трольхеттане, планировавшемся шведами, речи не шло. Ко всему прочему холдинг не сумел вновь получить права на использование бренда Saab.

21 июня 2016 года NEVS объявила, что торговая марка «Saab» ими использоваться не будет, новый автомобиль на платформе Saab 9-3 запустят в производство в 2017 году под собственным брендом.

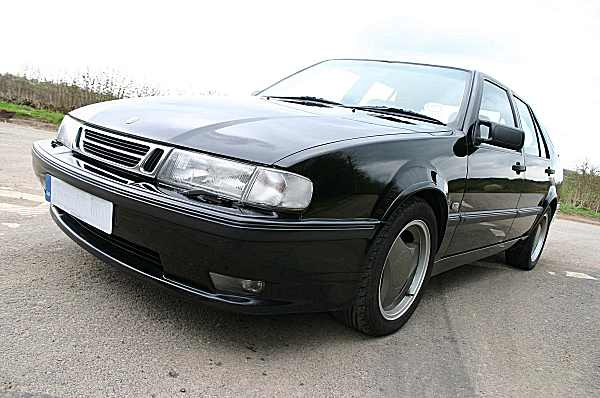
Saab 9000

5 декабря 2017 года на новом заводе NEVS в Тяньцзине началось производство электромобилей NEVS 9-3.
6 ноября 2019 года на аукционе Bilweb Клаус Spaangaard из Дании приобрёл последний автомобиль SAAB за 465 тысяч шведских крон.
В апреле 2023 шведская компания Polestar, которая принадлежит Geely, арендовала часть завода NEVS чтобы разрабатывать силовые установки для своих автомобилей.
В мае 2023 года был показан последний проект от NEVS — Emily GT. Он разрабатывался еще до закрытия SAAB, но позже был заморожен.
В июле 2023 года проект NEVS Emily GT был выкуплен неизвестным инвестором, при этом было объявлено, что выпуск этой модели начнётся под новым брендом осенью того же года на бывшем заводе SAAB в Тролльхеттане.

## Деятельность
В 2010 году выручка Spyker Saab составила 819,2 млн евро, убыток — 218,3 млн евро, продажи — менее 32 000 автомобилей.

### Saab в России

#### Продажи автомобилей
Продажи новых автомобилей через сеть официальных дилеров в России:
| Год  | 9-3  | 9-5 | Всего     | Динамика  |
| ---- | ---- | --- | --------- | --------- |
| 1998 |      |     | более 500 |           |
| 1999 | 7    | 223 | 230       |           |
| 2000 |      |     | 135       |           |
| 2001 |      |     | 144       |           |
| 2002 | 35   | 164 | 199       |           |
| 2003 |      |     |           |           |
| 2004 |      |     |           |           |
| 2005 |      | 70  | 241       |           |
| 2006 | 254  | 129 | 383       | ▲ 59 %    |
| 2007 | 602  | 155 | 757       | ▲ 98 %    |
| 2008 | 1109 | 160 | 1269      | ▲ 68 %    |
| 2009 | 328  | 40  | 368       | ▼ 71 %    |
| 2010 | 192  | 5   | 197       | ▼ 46,47 % |

Продажи автомобилей Saab на российском рынке были прекращены в сентябре 2010 года.

## Модельный ряд
- Saab 92 (1949—1956)
- Saab 93 (1955—1960)
  - Saab GT750 (1958—1960)
- Saab 94 (1956)
- Saab 95 (1959—1978)
- Saab 96 (1960—1980)
  - Saab Sport (1962—1966)
- Saab Formula Junior (1960)
- Saab 97 (1966—1974)
- Saab 99 (1968—1984)
- Saab 900 «Classic» (1979—1994)
- Saab 906 turbo[31] (1984)
- Saab 90 (1984—1987)
- Saab 600 (1985—1988)
- Saab 9000 (1985—1998)
- Saab 900 второе поколение (1994—1998)
- Saab 9-5 (1997—2011)
- Saab 9-3 (1998—2014)
- Saab 9-2X (2004—2006)
- Saab 9-7x (2005—2009)
- Saab 9-4X (2011)

### Концепт-кары и прототипы
- Saab 92001 или Ursaab (1946) —  первый прототип, серийно не выпускался.
- Saab Monster (1959)
- Saab 60 (1962)
- Saab Quantum (1962)
- Saab Catherina (1964)
- Saab MFI13 (1965)
- Saab Toad (1966)
- Saab 98 (1974)
- Saab EV-1 (1985)
- Saab 9-X (2001)
- Saab 9-3X (2002)
- Saab 9-3 SportHatch (2003)
- Saab 9-5 Aero BioPower (2006)
- Saab Aero-X (2006)
- Saab 9-4x BioPower (2008)
- Saab 9-X BioHybrid (2008)
- Saab 9-X Air (2008) — открытая версия Saab 9-X BioHybrid, показанная в 2008 на Парижском автосалоне.
- Saab 9-3 ePower (2010) — спортивный универсал.
- Saab PhoeniX (2011)

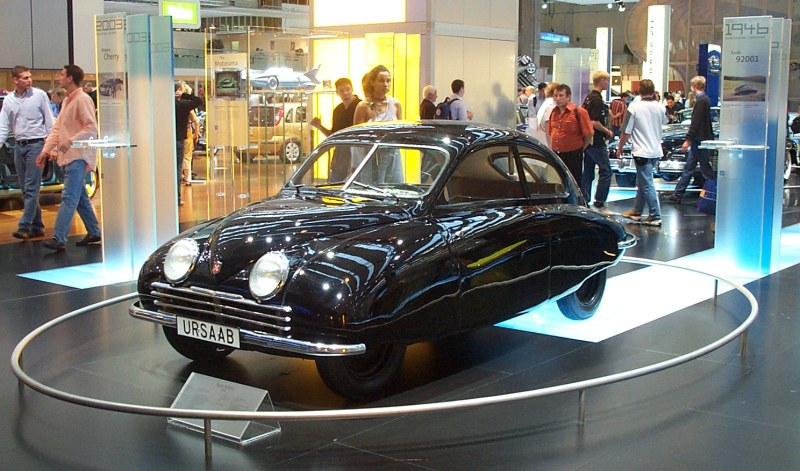
'Ursaab'
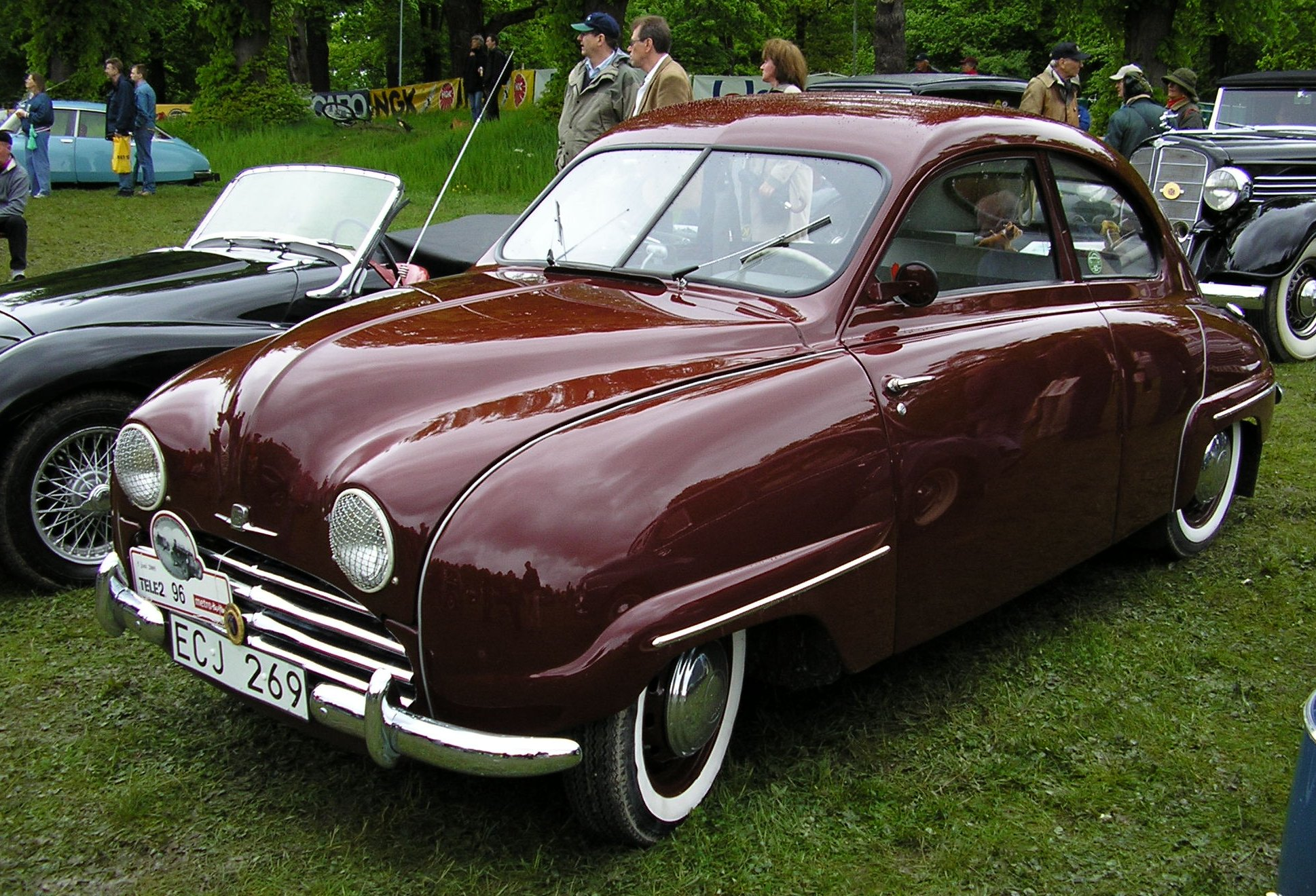
Saab 92
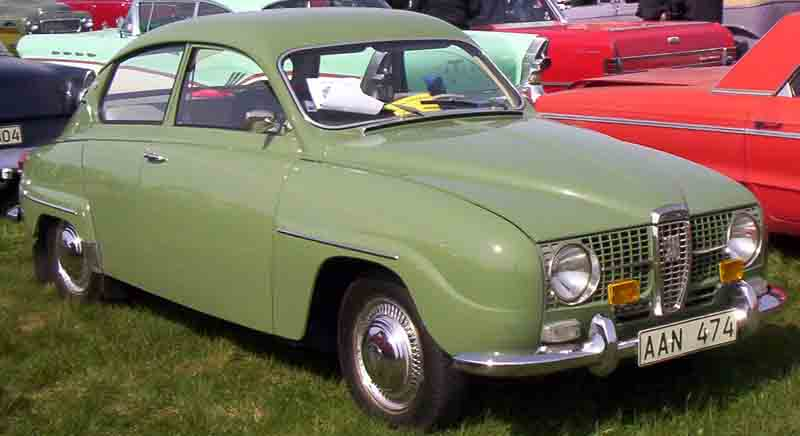
Saab 96
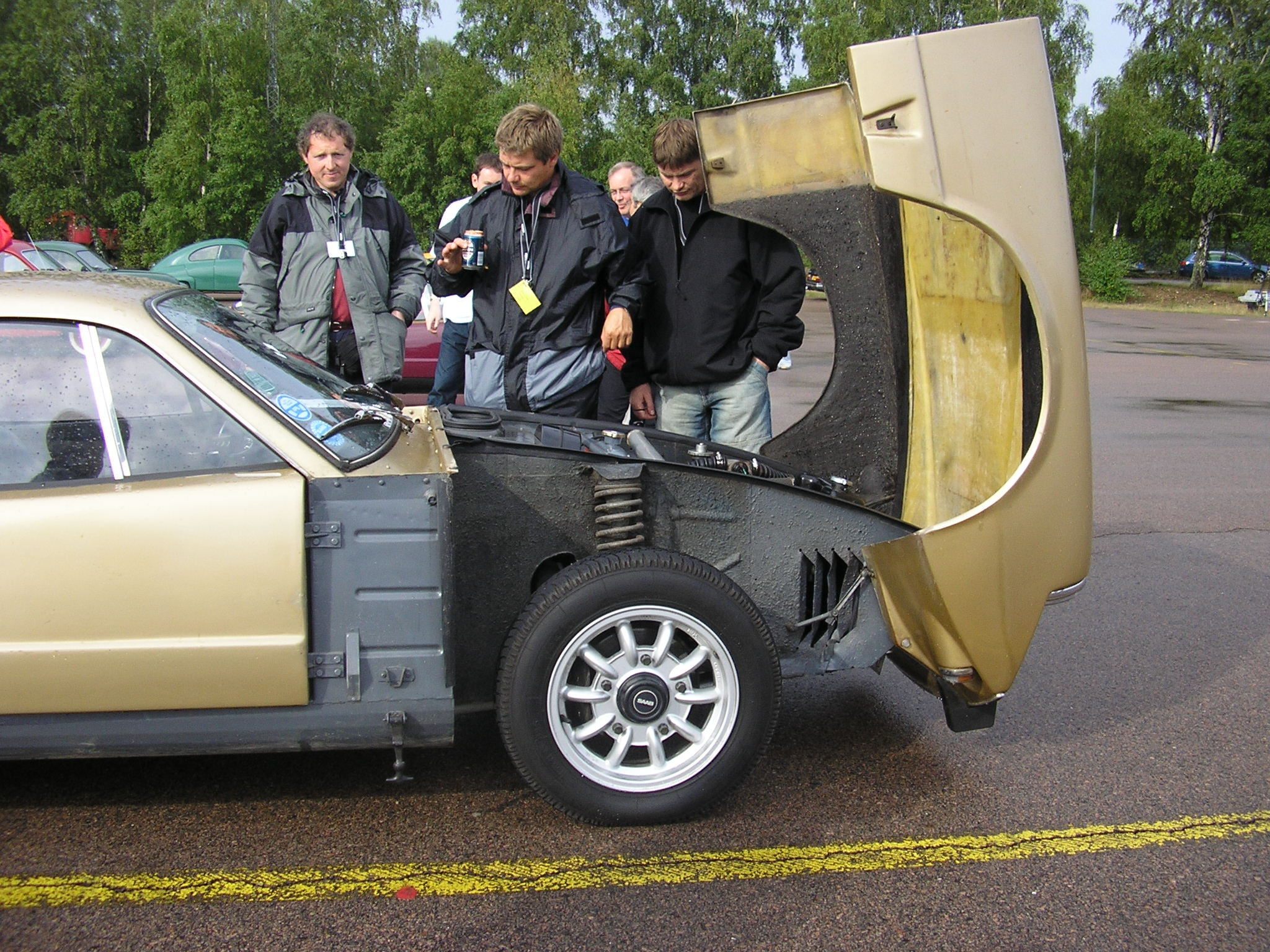
Saab Sonett II
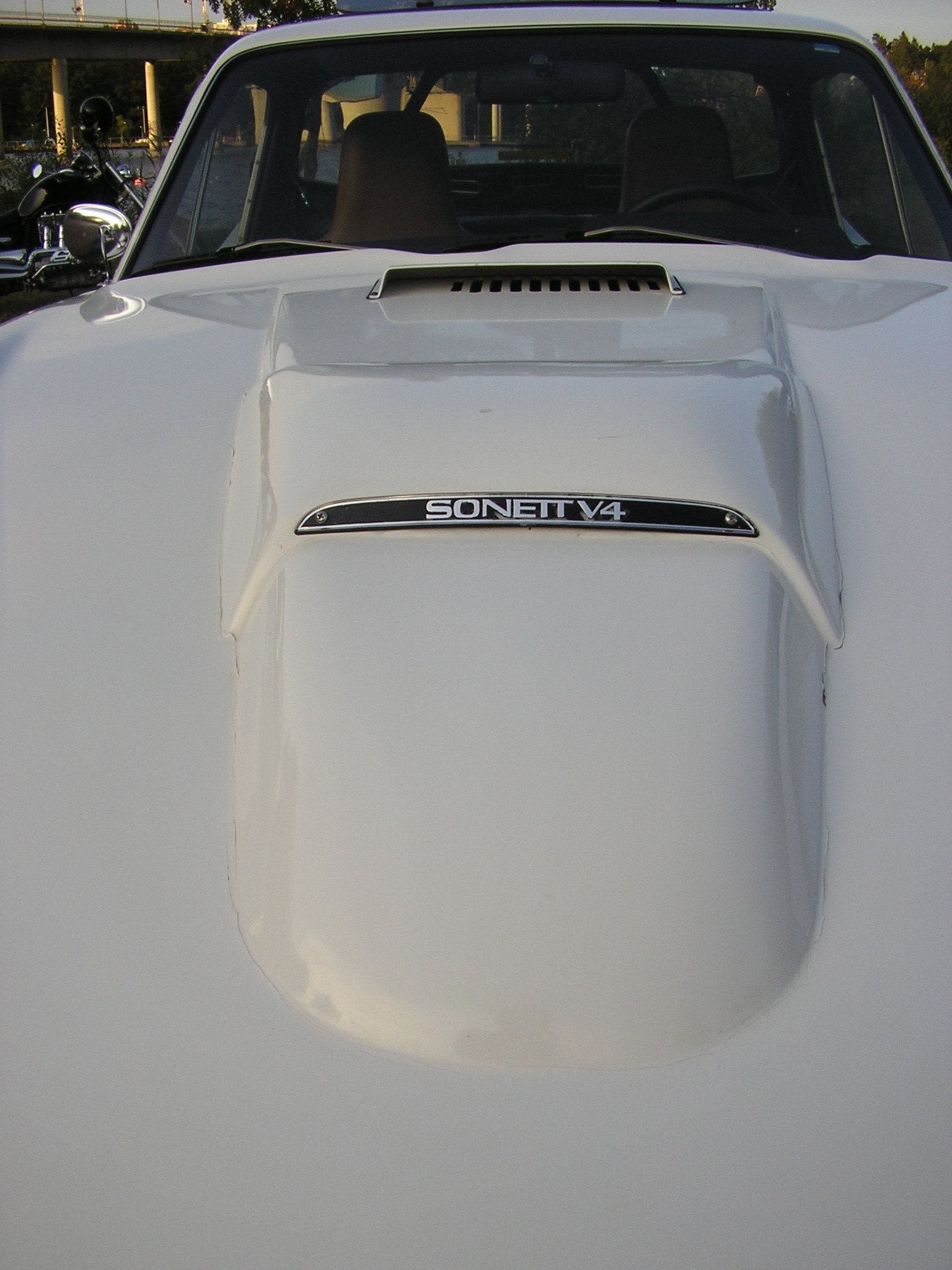
Saab Sonett II-V4
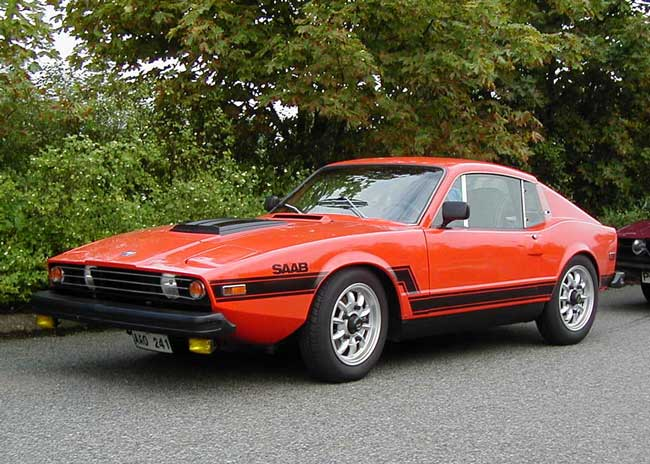
Saab Sonett III
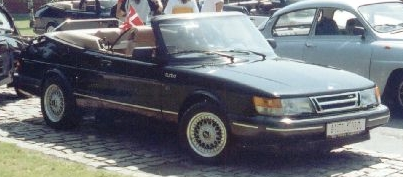
Saab 900 (cabrio)
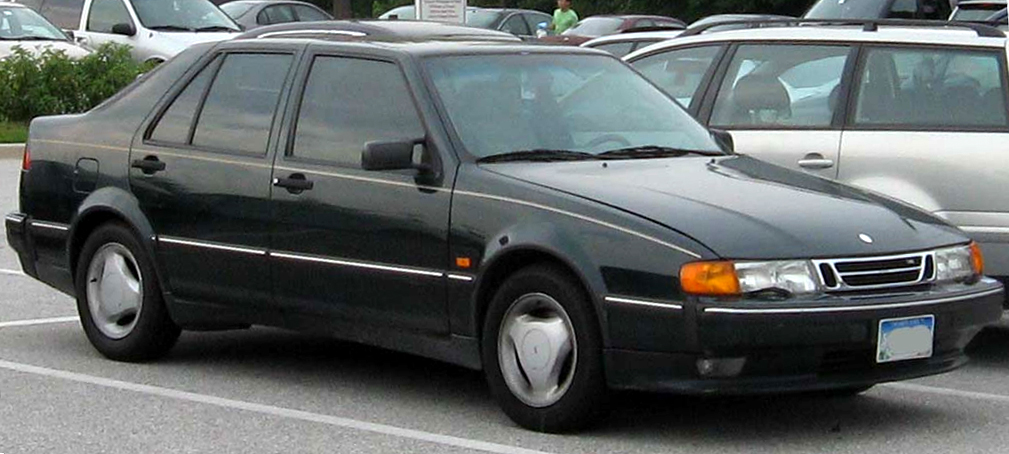
Saab 9000
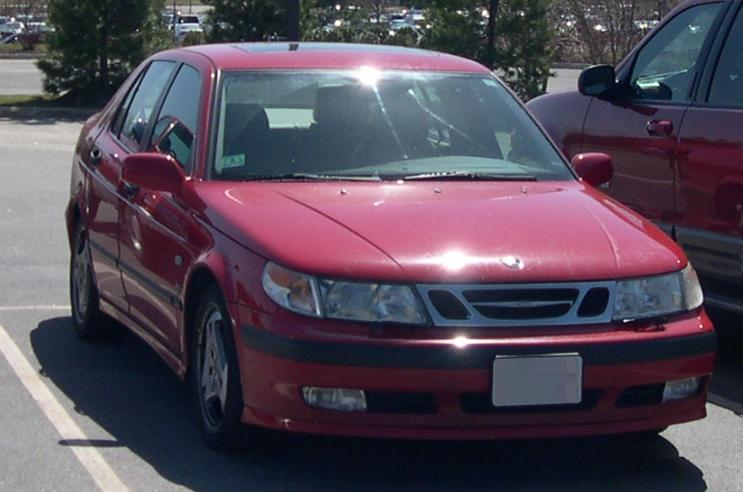
Saab 9-5 (1998-2001)
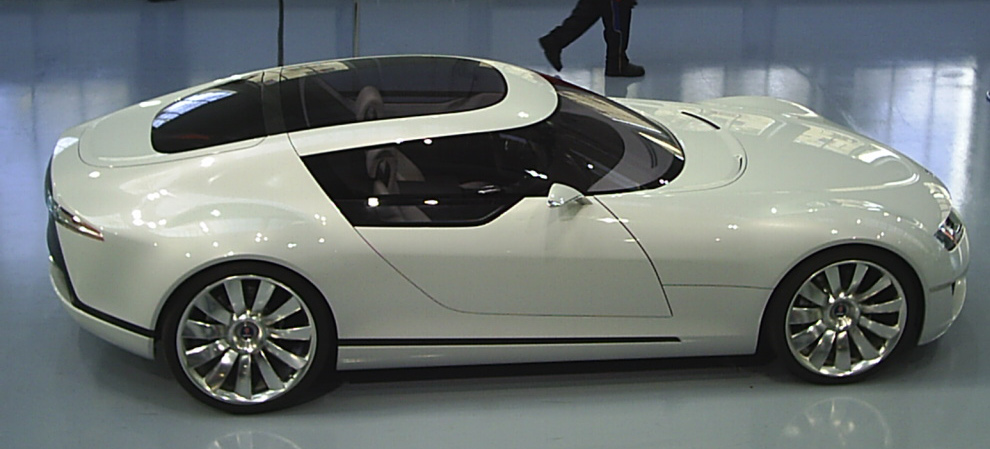
Saab Aero X